# 野口実 (実業家)
野口 実（のぐち みのる、1965年12月6日 - ）は、日本の実業家。株式会社エービーシー・マート社長。

## 人物
- 1965年（昭和40年）12月6日生。岐阜県出身。
- 1988年（昭和63年）3月 中央大学経済学部卒業。

## 経歴
- 1988年（昭和63年）4月 シヤチハタ東京商事株式会社入社。
- 1991年（平成3年）インターナショナル・トレーディング・コーポレーション（現・ABCマート）入社。
- 1998年（平成10年）ホーキンス事業部長。
- 2000年（平成12年）取締役営業本部長。
- 2005年（平成17年）常務取締役。
- 2007年（平成19年）代表取締役社長（現任）[2]。

## 社長の金言・座右の銘
- 座右の銘「机で分析、現場で検証」[3]。
- いい接客は　１足で２足売れる[4]。
- 求む！　長距離ランナー[4]。

## テレビ出演
- 日経スペシャル カンブリア宮殿 売れる秘密は店員力にあり！（2009年6月15日、テレビ東京）[4]